# Základní škola Praha-Kolovraty
Základní škola Praha - Kolovraty je základní škola v Praze, v městské části Praha-Kolovraty. Škola byla založena v roce 1897 a poskytuje výuku na úrovni 1. a 2. stupně základní školy.

## Historie a popis
Hlavní a nejstarší budova školy se nachází v centru obce v ulici Mírová, je v ní 7 učeben včetně učebny pro výuku informačních a komunikačních technologií, školní knihovna a tělocvična. 
Z kapacitních důvodů byla v roce 2009 otevřena nová budova školy s pěti učebnami v ulici K Poště. V nové budově je k dispozici i plně vybavená keramická dílna.
V roce 2014 byla vybudována další, kontejnerová budova se třemi učebnami.
V ulici Do Hlinek byl 30. srpna 2022 slavnostně otevřen nový dřevěný pavilon, který poprvé počítal s prostory pro žáky 2. stupně včetně odborných učeben. Celkem se jedná o šestou budovu základní školy.
Škola dále spravuje hřiště s víceúčelovým povrchem v ulici Nad Parkánem, které bylo postaveno v roce 2010 z prostředků MHMP a které v roce 2012 prošlo rekonstrukcí.